# 수도국산
수도국산(水道局山)은 인천광역시 동구 송현동과 송림동에 걸쳐 있는 산으로 높이는 56m이다. 산의 규모는 작지만, 산 주변 지역에 인천의 근대 역사적 · 문화적 유산이 많아 관광객과 현장학습을 위한 방문객이 많은 편이다.

## 명칭 유래
본래 이름은 만수산(萬壽山) 또는 송림산(松林山)이다. 이 주변 일대가 매립되어 바다가 땅으로 변하고 공장이 지어지고 사람들이 몰려들기 전에는 이 자그마 한 언덕은 바닷가의 조용한 소나무 숲이었다.
송림산은 산 언덕에 소나무가 많아 붙여진 이름이다. 송현(松峴, 소나무 고개), 송림(松林, 소나무 숲) 등 산 주변 지역의 지명도 여기에서 비롯되었다. 소나무를 베어내고 언덕에 정착하여 사는 사람들이 늘어났다.
1908년에 이 산의 정상에 서울 노량진과 인천 송현동을 잇는 송현배수지가 완공되면서 이 곳의 이름이 수도국산이 됐다.
바다를 끼고 있는 인천은 본래 우물이 적을 뿐 아니라 수질 또한 나빠서 개항 이후 증가한 인구와 선박으로 물 확보가 큰 고민이었다. 그래서 일제 통감부하 1906년에 탁지부에 수도국을 신설하고 인천과 노량진을 잇는 상수도 공사에 착수하였다. 수도국산의 '수도국'은 과거에 상수도를 관리하던 그 수도국을 뜻하는 말로, 이 산의 정상에 수도시설이 있다고 해서 붙여진 이름이다.

## 송현배수지
이 산의 정상에는 수도국산이라는 이름의 유래가 된 수도시설이 남아있다. '송현배수지'로 명명된 이 시설은 인천 최초의 상수도시설이자 도시계획시설로, 2003년 10월 27일에 인천광역시 문화재 자료 제23호로 지정됐다.
1905년에 일본인 나카지마 박사에 의해 서울 - 인천 간 수도 설계가 완성됨에 따라 1906년 11월에 배수지 공사에 착수하였으며, 1908년에 송현배수지 시설이 준공됐다. 이후 한강 연안 노량진에 있었던 수원지 정수시설이 1910년 10월에 준공되어 그해 12월 1일부터 서울 -인 천 간 수돗물 급수가 시작되었다.
부지면적 36,780m2의 송현배수지는 저수조 3개를 갖추고 있었는데, 현재 제수변실(制水弁室, 배수관의 단수 및 유압조절기능을 하는 제수밸브를 보호하는 시설물.)과 화강석으로 만든 23단의 장대석 계단, 철제 정문이 남아 있다.
제수변실은 일체식 무근 콘크리트로 지은 원통형 건물로, 지붕부는 첨탑으로 장식되어 있고 출입구 위쪽 벽면에는‘백 번 흐르면 만 번 빛난다’는 뜻의‘만윤백량(萬潤百凉)’이라는 현판이 걸려 있다.

## 달동네

수도국산 달동네 박물관

수도국산 주변은 인천에서 소득 수준이 가장 낮았던 대표적 빈민가였다. 일제강점기의 한국인들은 일본인들에게 상권을 박탈당하고 중국인들에게는 일자리를 잃고 송현동, 송림동과 같은 신설 마을로 찾아들었다. 비탈진 소나무숲은 가난한 사람들의 보금자리로 변모하였다.
이어 한국전쟁으로 고향을 잃은 피난민들이 대거 몰려들었으며, 1960 ~ 70년대에는 산업화와 함께 충청, 호남 출신의 사람들이 일자리를 찾아 도시로 모여들었다. 산꼭대기까지 점차 작은 판자집들이 들어차면서 마침내 181,500m2 규모의 수도국산 비탈에 약 3천여 가구가 모둠살이를 하게 되었다. 그 결과 수도국산은 인천의 전형적인 달동네가 됐다.
수도국산 달동네는 1990년대 중반부터 송현동 · 송림동 일대가 개발되면서 사라지기 시작했고, 산비탈을 깎은 터에는 대형 아파트 단지가 조성됐다. 하지만 아직 아파트 단지 반대편 언덕에 달동네의 흔적이 남아있다. 인천광역시 동구청은 아파트 단지 조성 이후 수도국산 정상 부분에 주민들의 삶의 질 향상과 녹지공간 · 체육공간 조성을 위해 송현근린공원을 조성하고, 공원 중심에는 '수도국산 달동네 박물관'을 만들어 역사 · 문화 학습의 장을 제공했다.

## 같이 보기
- 수도국산 달동네 박물관

## 찾아오는 길
- 수도권 전철 1호선 동인천역 하차 후 4번 출구(수도국산 달동네 박물관 방향).